# آبشار کلیف ویو
آبشار کلیف ویو (به انگلیسی: Cliffview Falls) آبشاری است که در همیلتون (انتاریو)، کانادا واقع شده و ارتفاع کلی ریزشگاه آن ۱۵ متر (۴۹ فوت) است.

## نگارخانه

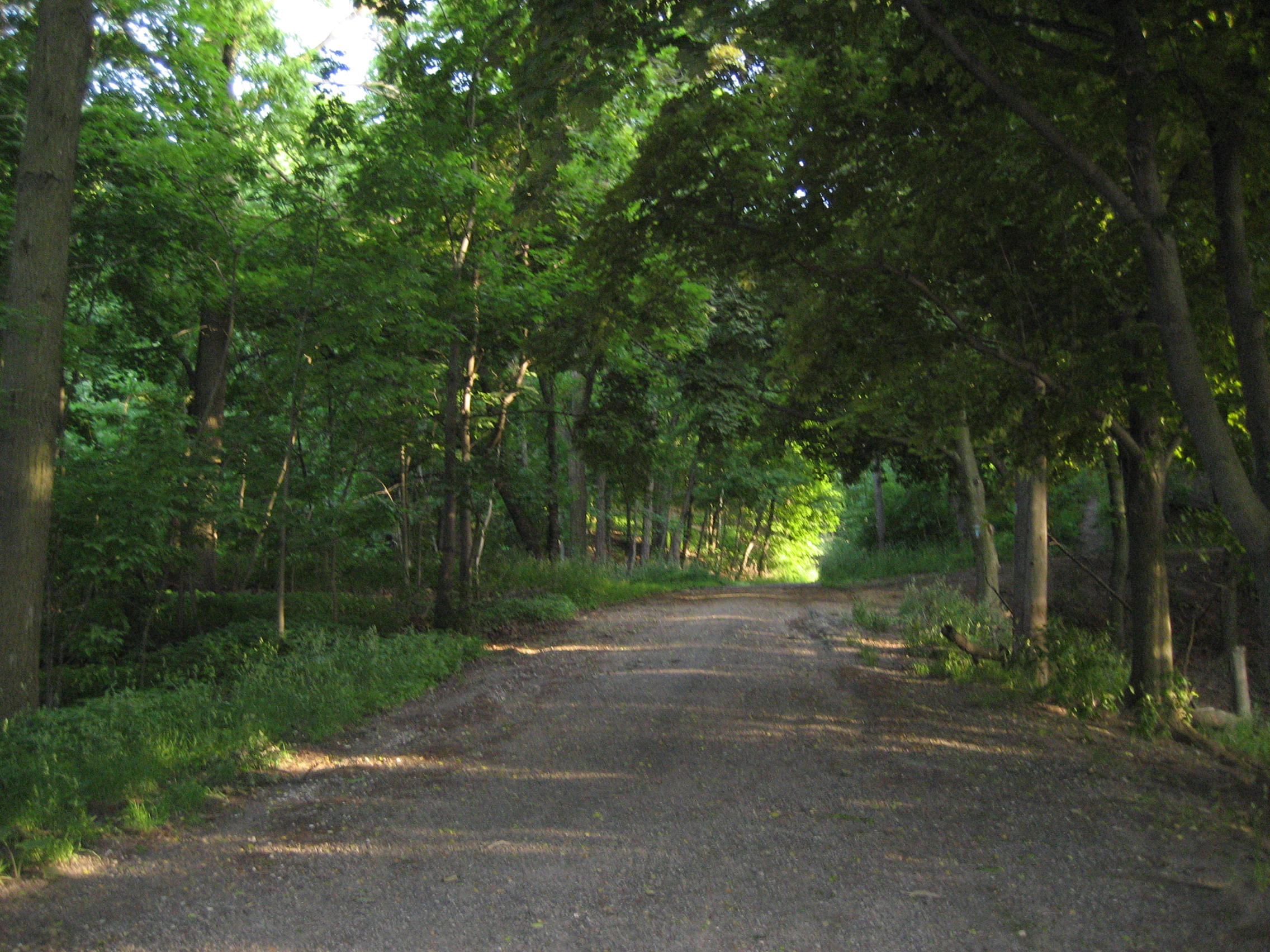
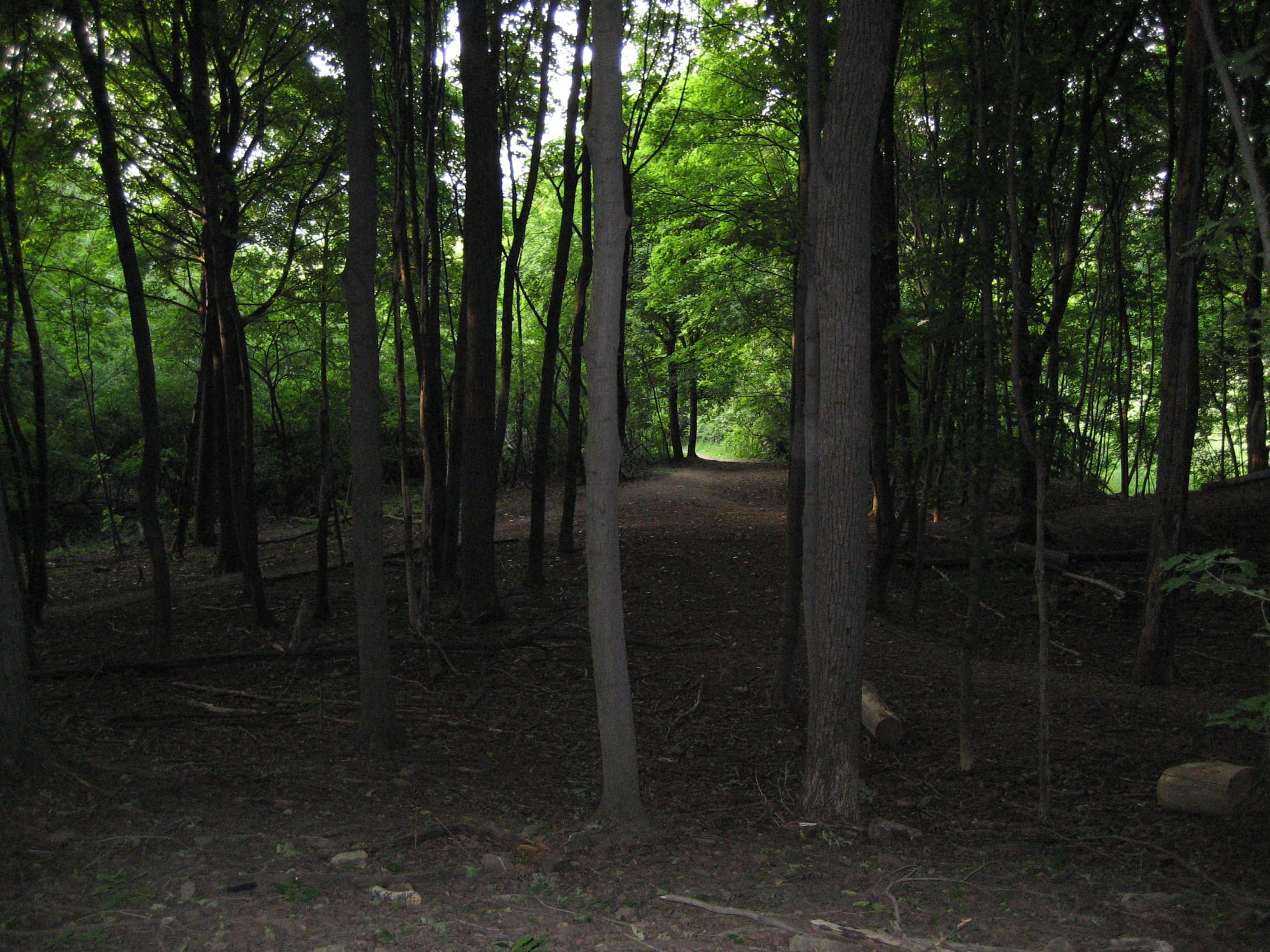
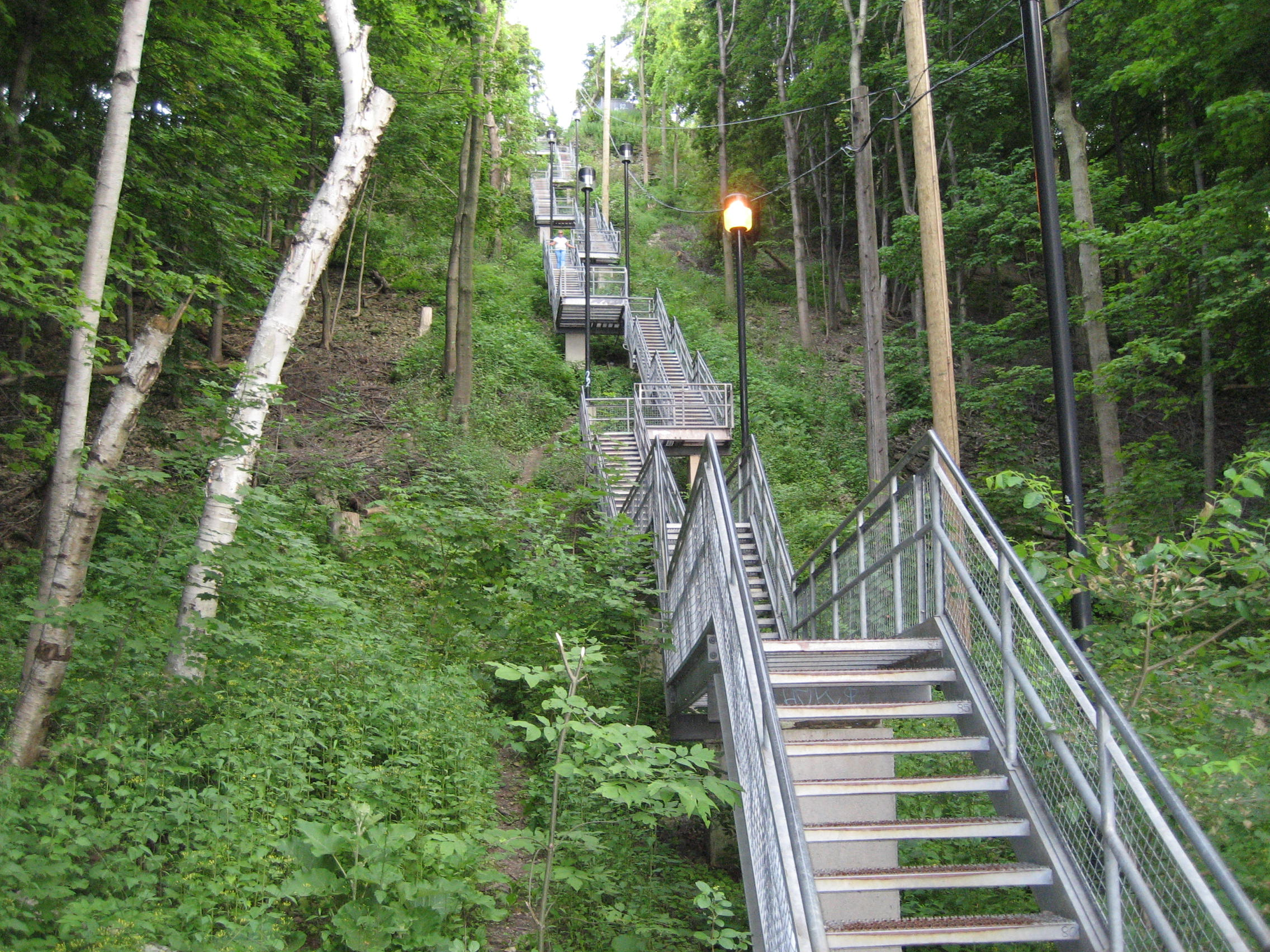
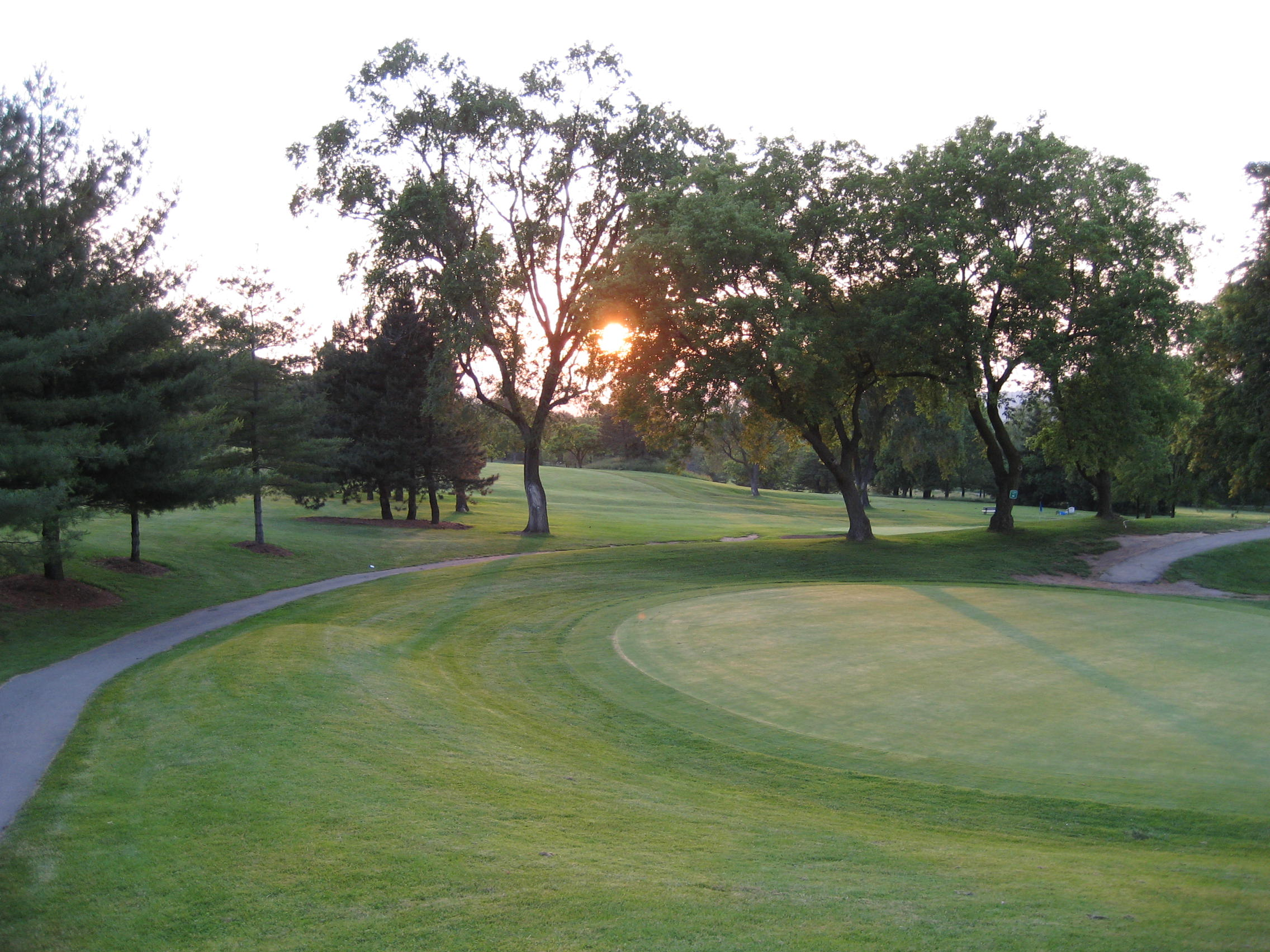